# Craugastor rostralis
Craugastor rostralis is een kikker uit de familie Craugastoridae. De soort werd voor het eerst wetenschappelijk beschreven door Franz Werner in 1896. Oorspronkelijk werd de wetenschappelijke naam Hylodes rostralis gebruikt en later werd de soort aan het geslacht Eleutherodactylus toegekend. De soortaanduiding rostralis betekent vrij vertaald 'snavelachtig' en slaat op de vorm van de bek.
De soort komt voor in delen van Midden-Amerika en leeft in de landen Guatemala en Honduras. Craugastor rostralis wordt bedreigd door het verlies van habitat.